# 中國新聞獎
中國新聞獎是中華人民共和國年度新聞作品最高獎，設立於1991年，由中華全國新聞工作者協會創辦。該獎每年評選一次，於八月揭晓，十二月或次年二月颁奖。該獎先由各省区市、各系统、各单位进行初评，之後报送各复评委员会参加复评，之後再并复评委员会报送“中国新闻奖”评选委员会参加定评。最終选出一等奖作品（不超过63个）和二等奖（106个）、三等奖（181个）获奖作品。
中国新闻奖评选范围广泛覆盖全国各级各类媒体，并自设立后不断吸纳各种类型新闻报道，基本囊括了新闻媒体主要作品形态，是中国新闻界编辑记者参与度较高的评比活动。